# Dendropsyche burrowsi
Dendropsyche burrowsi är en fjärilsart som beskrevs av Jones 1926. Dendropsyche burrowsi ingår i släktet Dendropsyche och familjen säckspinnare. Inga underarter finns listade i Catalogue of Life.